# Whenever, Wherever
«Whenever, Wherever» (укр. «Неважливо, коли, неважливо, куди») — перший сингл колумбійської співачки Шакіри з альбому «Laundry Service», випущений у 2001 році лейблом Epic. Іспаномовна версія пісні називається «Suerte» (укр. Щастя). "Whenever, Wherever"стала хітом у 29 країнах, ставши світовим хітом 2002 року.
«Whenever, Wherever» є найпопулярнішою піснею Шакіри в Європі, де вона посіла перше місце в багатьох чартах.

## Відеокліп
Режисером кліпу став Френсіс Лоуренс (Francis Lawrence). На початку співачка з'являється у воді, далі випірнає з неї на острівець в океані, де починає танцювати. Перед приспівом видно орла, який летить в сторону глядача, а під час нього з океану летять бризки. Далі Шакіра йде по піску, вдалині видніються гори. За декілька секунд до наступного приспіву з'являються коні, які біжать у сторону глядача, оминаючи співачку, яка ж продовжує співати та танцювати. Далі Шакіра опиняється в неглибокому болоті серед гір, в якому повзе у сторону камери. Поперемінно присутні кадри співачки на заході сонця. У кінці відео Шакіру видно на вершині гори, де вона деякий час співає і танцює, після чого вона падає звідти у воду.

## Трек-листи
- Японський сингл (EICP 53)

1. Whenever Wherever 3:17
2. Objection (Tango) 3:43

- Європейський сингл (671913 3)

1. Whenever Wherever 3:16
2. Suerte 3:14

- Suerte Європейський сингл (671913 9)

1. Suerte (Whenever, Wherever) 3:14
2. Whenever, Wherever 3:16

- Австралія (672196 2)

1. Whenever Wherever 3:16
2. Suerte (Whenever Whenever) 3:14
3. Whenever Wherever (TV Edit) 3:39
4. Inevitable 3:13

- Європа (671913 8)

1. Whenever Wherever — Album Version 3:16
2. Whenever Wherever TV Edit 3:39
3. Suerte — Album Version 3:14
4. Suerte TV Edit 3:38

- Європа CD максі-сингл (EPC 671913 2)

1. Whenever Wherever 3:16
2. Suerte 3:14
3. Estoy Aqui 3:55
4. Tú 3:36

- Європа 4-track WW (672426 2)

1. Whenever Wherever 3:16
2. Suerte (Whenever Wherever) 3:14
3. Whenever Wherever — Tracy Young's Spin Cycle Mix 7:03
4. Whenever Wherever — Video

- WW/Suerte Європа (671913 7)

1. Whenever, Wherever (TV Edit) 3:39
2. Suerte (Whenever, Wherever) 3:14
3. Estoy Aqui 3:52
4. Tú 3:36
5. Whenever Wherever (Tracy Young's Spin Cycle Mix) 7:03
6. Whenever Wherever (Dark Side Of The Moon Mix) 7:45

- Об'єднане Королівство промо (HPCD 2617 /XPCD 2617); США промо (ESK 16691)

1. Whenever Wherever 3:16

- Австралія промо (SAMP 2414); Бразилія промо (900051/2-502605); Європа промо (SAMPCS 10588)

1. Whenever Wherever 3:16
2. Suerte 3:14

- Європа промо (SAMPCS 12236)

1. Whenever, Wherever — Sahara Mix 3:56
2. Whenever, Wherever — Hammad Belly Dance Mix 3:45

- Suerte Аргентина промо (DEP 707); Suerte Мексика промо (PRCD 98424)

1. Suerte (Whenever, Wherever) 3:14
2. Whenever, Wherever 3:16

- UK 1-track Epic промо (CDR ACETATE)

1. Whenever Wherever

- США 2-track Epic промо (CDR ACETATE)

1. Whenever Wherever — Tracy Young Tribal Mix 9:40
2. Whenever Wherever — Tracy Young Tribal Mix Radio Edit 3:15

- Австралія (CDR ACETATE)

1. Tracy Young's Spin Cycle Mix 7:02
2. Acapella 121 BPM 3:36
3. Tee's Blue Dub — New Version 7:37
4. The Dark Side Of The Moon Mix 8:14

- Європа 12" вініл (671913 6)

1. Whenever, Wherever 3:16
2. Whenever, Wherever — Tracy Young's Spin Cycle Mix 7:03
3. Whenever, Wherever — A Cappella 121 Bpm 3:37
4. Whenever, Wherever — Tee's Blue Dub New Version 7:37
5. Whenever, Wherever — The Dark Side Of The Moon Mix 7:45

- США 7" (ZSS79642B)(34-79642)

1. Whenever Wherever
2. Suerte (Whenever Whenever)

- Мексика jukebox 7" вініл (670037)

1. Suerte (Whenever, Wherever) 3:14
2. Te Aviso Te Anuncio (Tango) 3:47

- WW Європа 12" (SAMPMS 12235-0122356000)

1. Whenever, Wherever — Sahara Mix 3:56
2. Whenever, Wherever — Hammad Belly Dance Mix 3:45

- США 4-track 12" (EAS-16691-S1)

1. Whenever Wherever — Tracy Young's Spin Cycle Mix
2. Whenever Wherever — A Cappella 121 BPM
3. Whenever Wherever — Tee's Blue Dub
4. Whenever Wherever — The Dark Side Of The Moon Mix

- Касета (672426 4)

1. Whenever, Wherever (Album version) 3:16
2. Suerte (Album version) 3:14
3. Whenever, Wherever (The dark side of the moon mix) 7:45

## Чарти
| Chart (2001/02)                                             | Peak position |
| ----------------------------------------------------------- | ------------- |
| Австралія (ARIA)                                            | 1             |
| Австрія (Ö3 Austria Top 75)                                 | 1             |
| Бельгія (Ultratop Flanders)                                 | 1             |
| Бельгія (Ultratop Wallonia)                                 | 1             |
| Канада (Canadian Hot 100)                                   | 4             |
| Данія (Tracklisten)                                         | 1             |
| Європа (European Hot 100 Singles)                           | 1             |
| Фінляндія (Suomen virallinen lista)                         | 1             |
| Франція (SNEP)                                              | 1             |
| Німеччина (Media Control AG)                                | 1             |
| Greece (IFPI Greece)                                        | 1             |
| Угорщина (Rádiós Top 40)                                    | 1             |
| Ірландія (IRMA)                                             | 1             |
| Італія (FIMI)                                               | 1             |
| Японія (Japan Hot 100)                                      | 8             |
| Нідерланди (Mega Single Top 100)                            | 1             |
| Нова Зеландія (RIANZ)                                       | 1             |
| Норвегія (VG-lista)                                         | 1             |
| Poland (Polish Singles Chart)                               | 1             |
| Portugal (Billboard)                                        | 1             |
| Romania (Romanian Top 100)                                  | 1             |
| Іспанія (PROMUSICAE)                                        | 1             |
| Швеція (Sverigetopplistan)                                  | 1             |
| Швейцарія (Media Control AG)                                | 1             |
| Велика Британія (UK Singles Chart)                          | 2             |
| США (Billboard Hot 100)                                     | 6             |
| США (Hot Latin Songs) (Billboard) Spanish version: "Suerte" | 1             |
| США (Hot Dance Club Songs) (Billboard)                      | 3             |
| США (Mainstream Top 40) (Billboard)                         | 4             |